# Mobile (kunstwerk)

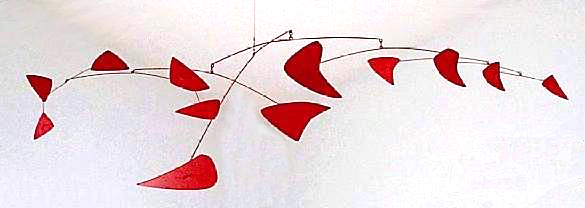
Red mobile van Alexander Calder in Montreal

Een mobile (ook wel mobile à vent genaamd) is een soort sculptuur die tot de kinetische kunst gerekend wordt. Een mobile is een vrijhangend, uitgebalanceerd, ogenschijnlijk niet aan de wetten van de zwaartekracht onderworpen object, waarbij wind, zelfs al een lichte luchtstroom, een beweging veroorzaakt.
Het woord mobile komt uit het Frans en staat voor: beweegbaar, beweeglijk, los, verplaatsbaar, veranderlijk. Als zelfstandig naamwoord is het een beweeglijk kunstvoorwerp. In de kunst werd het woord voor het eerst gebruikt voor het Terminus mobile, of Fietswiel van Marcel Duchamp, zijn eerste readymade kunstobject, uit 1913.
Een bekende, meer alledaagse toepassing van de mobile is het gebruik in de kinderkamer. Daar worden kleine mobiles ter vermaak boven het bed van jonge kinderen gehangen. Die vrij eenvoudige exemplaren bestaan vaak uit één of meerdere dunne horizontale staafjes, waaraan bijvoorbeeld draadjes bevestigd zijn. Aan die draadjes hangen decoratieve objecten of meer staafjes. Ook hiervoor geldt echter dat de objecten zo gekozen zijn dat ze elkaar in balans houden. Ieder object is op slechts één punt vastgemaakt, en kan daardoor vrijelijk bewegen.
Mobiles kan men onderverdelen in drie soorten (alle 3 reeds zo genoemd door de uitvinder van de mobile, Alexander Calder):
- de hangende mobile (het vaakst toegepast)
- de staande mobile (binnen of buiten)
- de muurmobile (minder toegepast)

## Geschiedenis
Het principe van de mobiles wordt het meest geassocieerd met de Amerikaanse kunstenaar Alexander Calder. De eerste werken die de beeldhouwer Alexander Calder ging maken na een ontmoeting in oktober 1930 met Piet Mondriaan in diens Parijse studio, na enkele dagen eerder al positieve reactie op zijn werk te hebben ontvangen van Theo van Doesburg, noemde hij op aanraden van Duchamp dan ook zijn mobiles. Met deze mobiles werd hij uiteindelijk bekend en al in 1931 had hij zijn eerste grote tentoonstelling in Parijs. Al in 1934 creëerde Calder zijn eerste voor de buitenruimte geconstrueerde mobile, daarnaast bouwde hij ook al zijn eerste abstracte, grote beeldhouwwerken. Deze noemde hij op aanraden van Hans Arp stabiles om een duidelijk onderscheid te maken met de mobiles. Voor hem was het erg belangrijk, daarin gestimuleerd door Marcel Duchamp en anderen, abstractie en beweging met elkaar te verbinden. Zo maakte hij naast mobiles, die door luchtcirculatie bewogen werden, ook door motoren aangedreven beelden.

## Fotogalerij

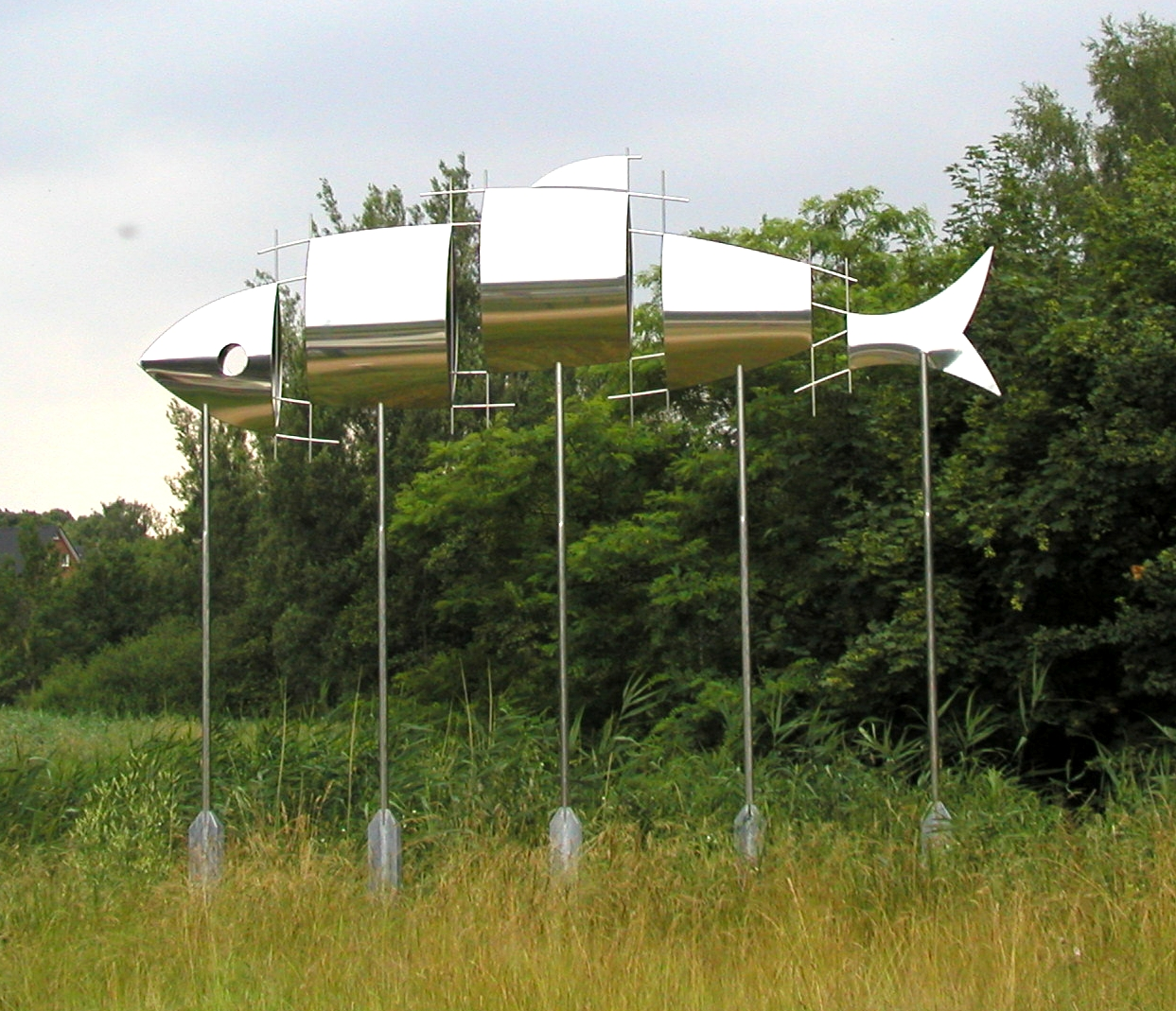
Staande mobile in Berkenthin, Duitsland
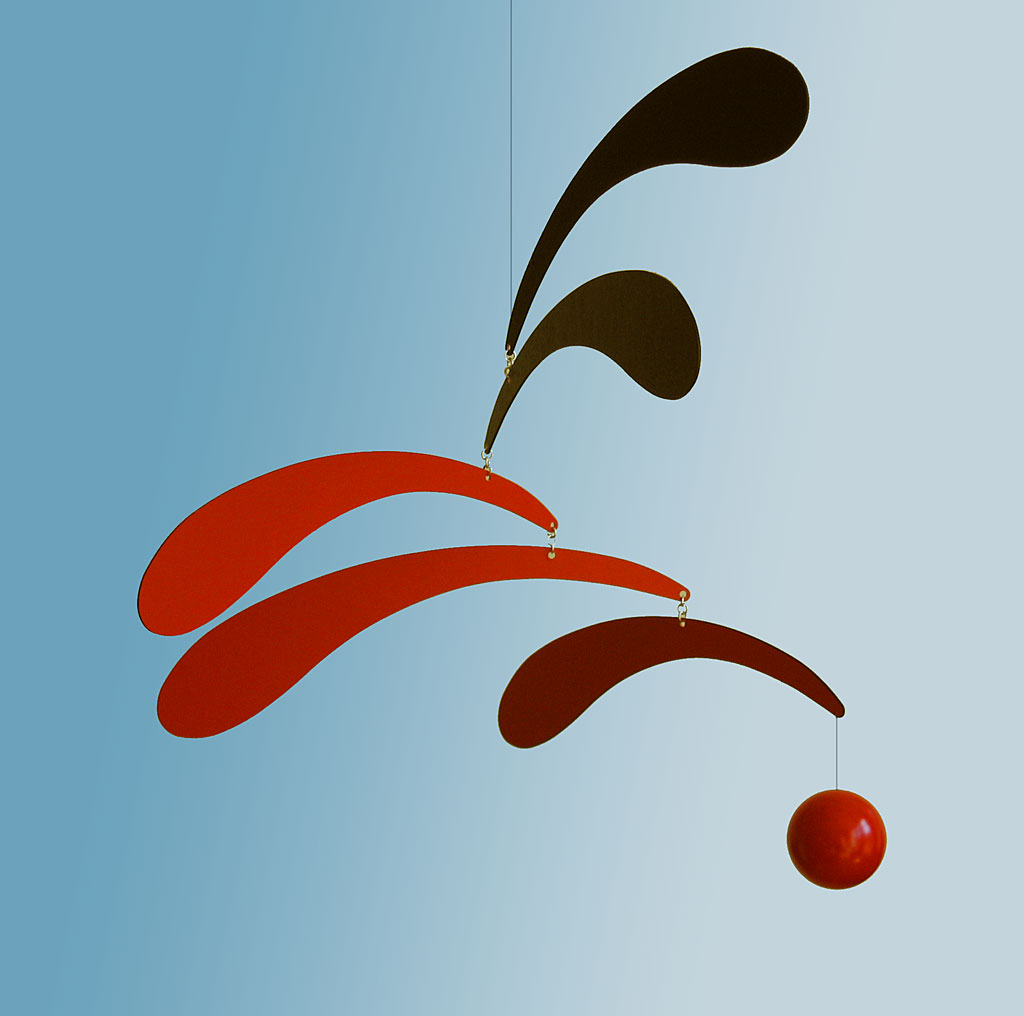
Mobile à la Alexander Calder
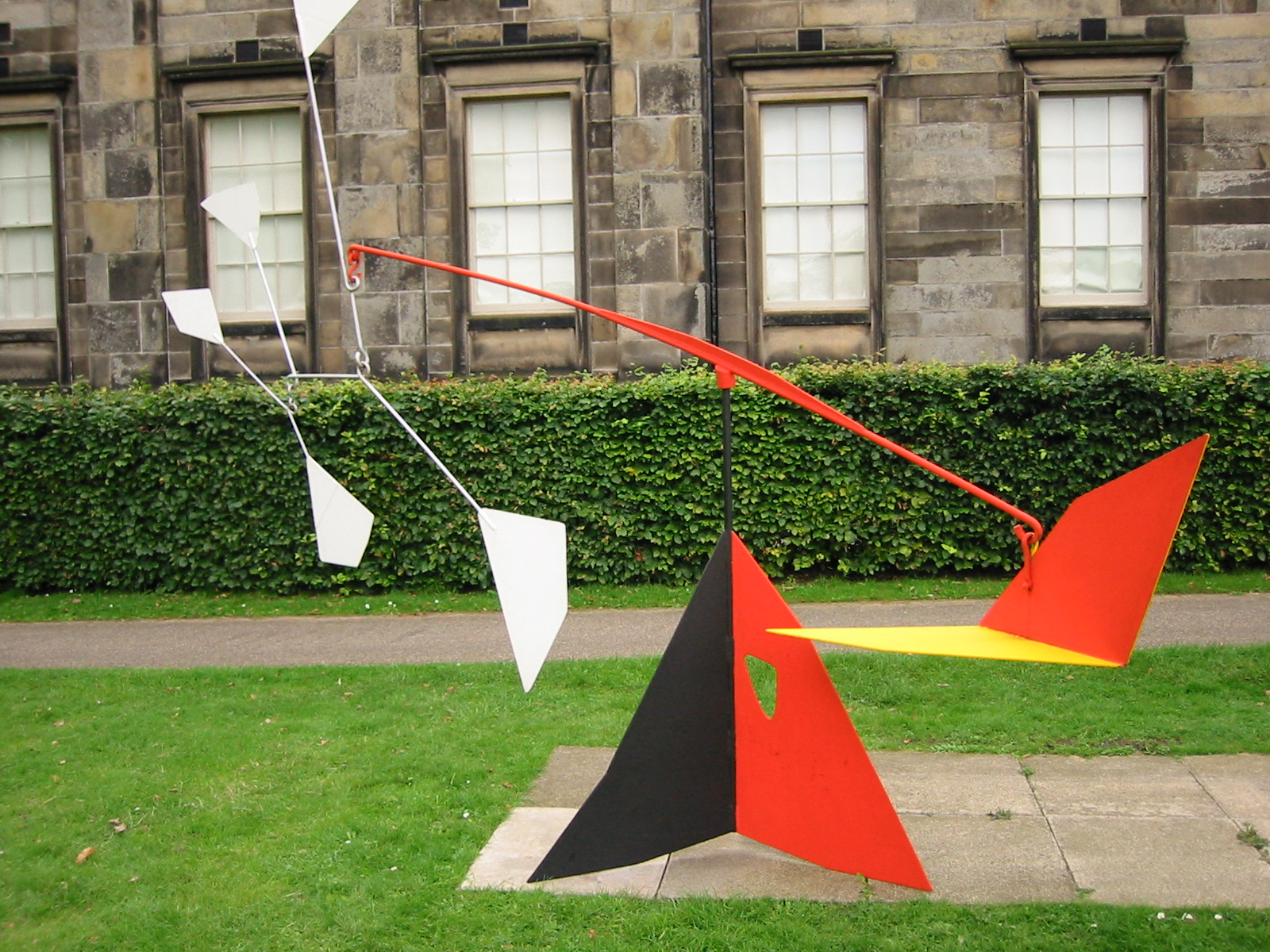
Staande mobile van Alexander Calder, Canada
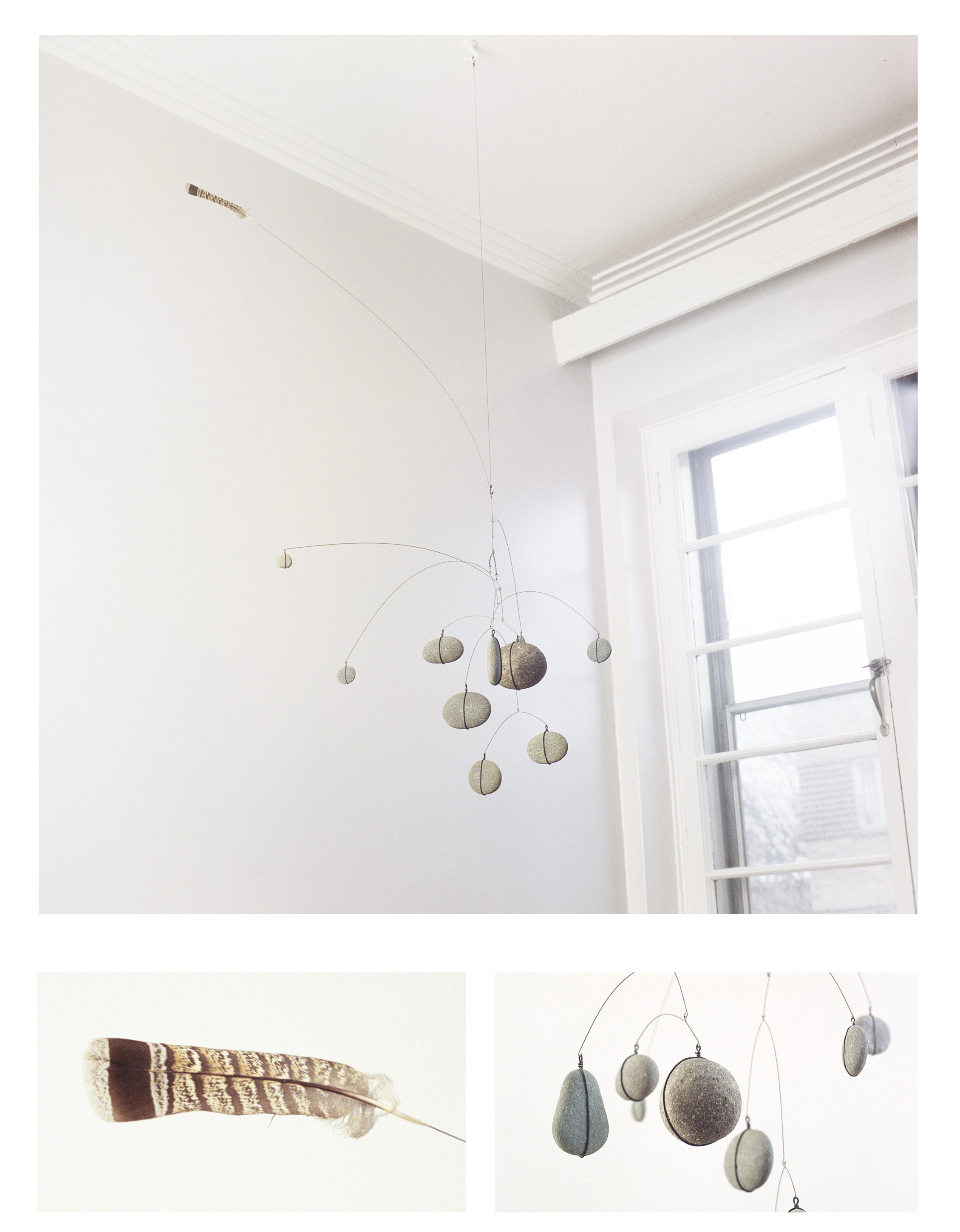
Moderne hangende mobile